# Un Uomo da rispettare
Un Uomo da rispettare (Engelse titel: Master Touch) is een Italiaanse film uit 1972 met in de hoofdrol Kirk Douglas. De film gaat over een bankoverval en heeft een regelmatig gememoreerde autoachtervolging. De film bevindt zich in het publiek domein.

## Rolverdeling
| Acteur               | Personage           |
| -------------------- | ------------------- |
| Kirk Douglas         | Steve Wallace       |
| Giuliano Gemma       | Marco               |
| Florinda Bolkan      | Anna                |
| Wolfgang Preiss      | Miller              |
| Reinhard Kolldehoff  | Detective Hoffman   |
| Romano Puppo         | Miller's Lieutenant |
| Bruno Corazzari      | Eric                |
| John Bartha          | veiligheidsagent    |
| Allen Stanley        |                     |
| Vittorio Fanfoni     |                     |
| Luigi Antonio Guerra |                     |